# Рычанский
Рыча́нский — посёлок в Наримановском районе Астраханской области. Входит в состав Ахматовского сельсовета.

## Физико-географическая характеристика
Посёлок состоит из двух частей, разделённых рекой Рыча. В южной части находятся магазин, железнодорожная станция и большая часть жилой застройки. Другая часть находится в полутора километрах к северо-западу и носит название Кроликоферма.
Расстояние до Астрахани составляет около 19 километров (до центра города), до районного центра города Нариманова — 25 километров по прямой. По автодорогам расстояние до Нариманова составляет около 64 километров — город находится на противоположном, правом берегу Волги к северу от Рычанского, тогда как ближайший мост через эту реку находится в Астрахани, к югу от села, соответственно маршрут значительно удлиняется.
Часовой пояс
Рычанский, как и вся Астраханская область, находится в часовой зоне МСК+1. Смещение применяемого времени относительно UTC составляет +4:00.
Уличная сеть

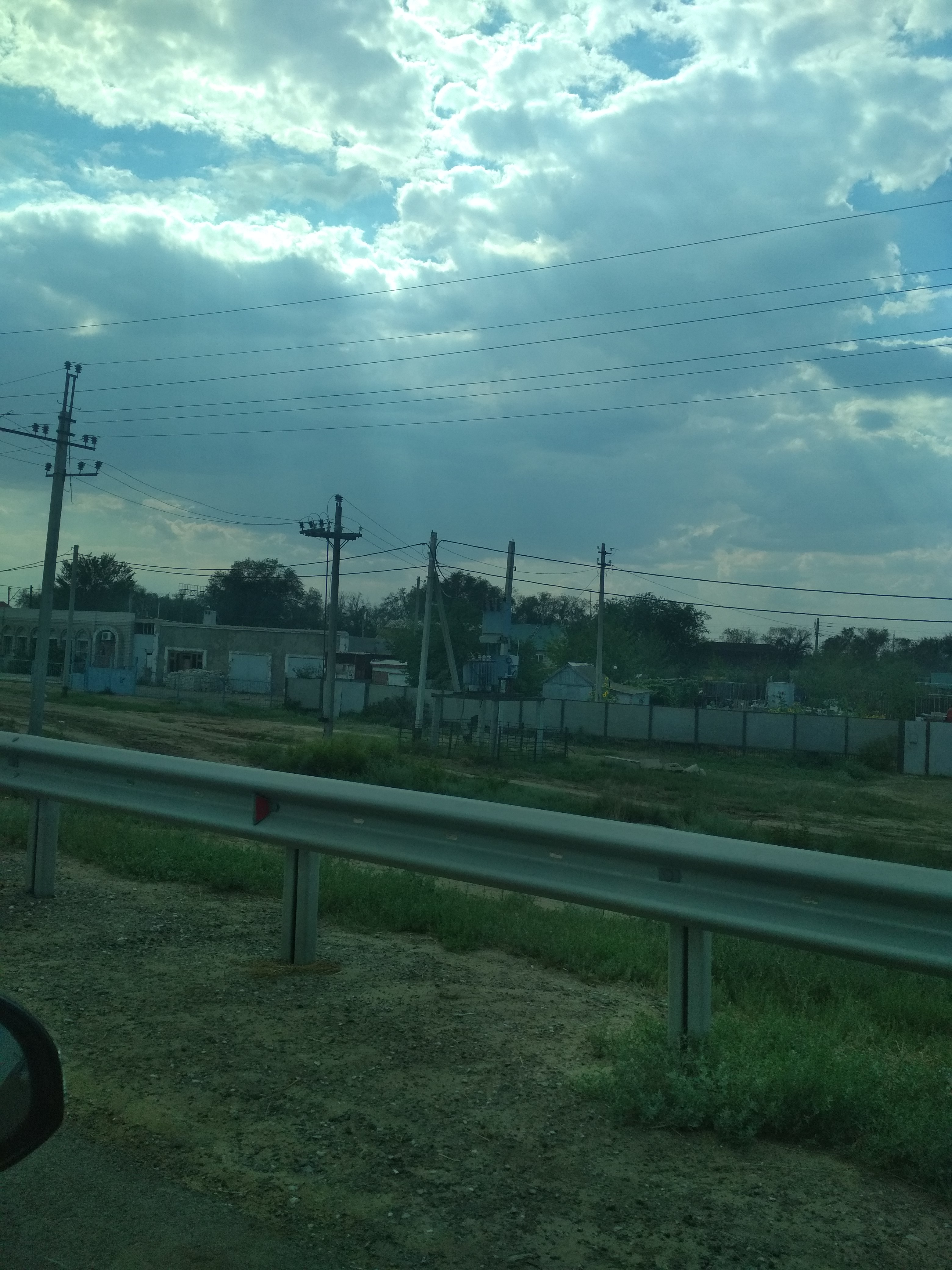
Рычанский

Согласно ОКАТО, на территории посёлка имеется 9 именованных проездов: Вокзальная, Железнодорожная и Светлая улица и 1-й, 2-й, 3-й, 4-й, 5-й и 6-й Вокзальные переулки. На картах Росреестра также значатся фактически ещё не существующие улицы Абрикосовая, Васильковая, Вишнёвая, Сливовая, Тополиная, Яблочная, проходящие между бывшими колхозными полями, разделёнными на участки по шесть соток.

## История
В 1969 г. указом президиума ВС РСФСР поселок железнодорожного разъезда Рычинский переименован в Рычинский.

## Население
| 2002 | 2010 | 2013 | 2014 |
| ---- | ---- | ---- | ---- |
| 235  | ↗237 | ↗260 | ↗287 |

В 2002 году около 62% населения составляли русские.
| Национальность | Численность (2010) | Процент |
| -------------- | ------------------ | ------- |
| Русские        | 122                | 53,7%   |
| Казахи         | 42                 | 18,5%   |
| Чеченцы        | 40                 | 17,6%   |
| Цахуры         | 9                  | 4%      |
| Татары         | 8                  | 3,5%    |
| Азербайджанцы  | 3                  | 1,3%    |
| Табасараны     | 3                  | 1,3%    |
| Всего          | 227                | 100%    |

## Транспорт
В центральной части посёлка находится железнодорожная станция 1512 километр. В километре к югу расположена платформа Рычинский, преимущественно используемая дачниками из одноимённого садового товарищества, находящегося с другой стороны железнодорожных путей. На обеих станциях ежедневно останавливаются пригородные поезда, следующие по маршрутам Кутум — Дельта и Кутум — Аксарайская II и обратно.
Через Рычанский каждый день проходит значительное количество автобусных маршрутов, связывающих её с Астраханью, Аксарайским, Ахтубинском, Харабалями, Сасыколями, Вишнёвым, Заволжским, Речным, Нижним Баскунчаком и Досангом. Регулярное сообщение с районным центром Наримановым отсутствует.